# Vid Cencic
Vid Cencic (Robidisce, 9 de maio de 1933 — 23 de março de 2020) foi um ciclista uruguaio. Representou sua nação em dois eventos nos Jogos Olímpicos de Verão de 1964, Tókio, Japão.. Durante a década de 60, participou de várias competições:
Vuelta Ciclista del Uruguay
1960 - 10º na classificação geral final.
1962 - 1º lugar na 2ª etapa (Treinta y Tres).
1962 - 4º lugar na classificação geral final.
1964 - 2º lugar na 5ª etapa (Paysandú).
1964 - 3º na classificação geral final.
1965 - 1º na 1ª etapa (Rocha).
1965 - 1º na 7ª etapa (Florida).
1965 - 5º na classificação geral final.
1966 - 1º na 5ª etapa (Paysandú).
1966 - 3º na 7ª etapa (Paysandú).
1966 - 4º na classificação geral final. 
1967 - 2º na 6ª etapa (Florida).
1968 - 3º na classificação geral final.
Mil Millas Orientalles, Uruguay
1961 - 5º na classificação geral final.
1964 - 3º lugar na classificação geral final.
1965 - 4º na classificação geral final.
1966 - 3º na classificação geral final.
1967 - 3º na classificação geral final.
Doble Treinta y Tres, (Doble Melo), Uruguay
1962 - 1º na classificação geral final.
Campeonato do mundo de ciclismo
1962 - 3º lugar nos 100 km contra o relógio por equipes, Salo, Lombardia, Itália.
1963 - 11º lugar contra o relógio por equipe,Ronse, Belgica, 8/8/63.
Jogos Olímpicos de Verão de 1964
1964 - 64º lugar.
Volta de Ciclismo Internacional do Estado de São Paulo, Brasil
1968 - 4º lugar na 4ª etapa (Campinas).
.